# Vila-sana
Vila-sana là một đô thị trong tỉnh Lérida, cộng đồng tự trị Cataluña Tây Ban Nha. Đô thị Vila-sana có diện tích là 19,1 ki-lô-mét vuông, dân số năm 2009 là 688 người với mật độ 36,02 người/km². Đô thị Vila-sana có cự ly km so với tỉnh lỵ Lérida.